# ハンブルク美術館
ハンブルク美術館（ドイツ語: Hamburger Kunsthalle）は、ドイツのハンブルクにある美術館。
ゴシック絵画から、ピカソやフランシス・ベーコンの作品も所蔵している。

## 収蔵作品
- カスパー・ダーヴィト・フリードリヒ『氷の海』
- カスパー・ダーヴィト・フリードリヒ『雲海の上の旅人』
- エドゥアール・マネ『ナナ（英語版）』
- ハンス・マカルト『カール5世のアントワープ入城』
- ジャン＝レオン・ジェローム『アレオパゴス会議のフリュネ』
- ピエール＝オーギュスト・ルノワール『マダム・エリオット』
- パウル・クレー『黄金の魚』
- ホルスト・ヤンセン（ドイツ語版）
- ルーカス・クラナッハ
- フィリップ・オットー・ルンゲ『朝（ドイツ語版）』
- フィリップ・オットー・ルンゲ『Die Hülsenbeckschen Kinder』
- マイスター・ベルトラム（ドイツ語版）『クラボウの祭壇（ドイツ語版）』
- アドルフ・フォン・メンツェル『アトリエの壁（ドイツ語版）』
- エドヴァルド・ムンク『マドンナ』
- マルク・シャガール『セーヌの橋』

## ギャラリー

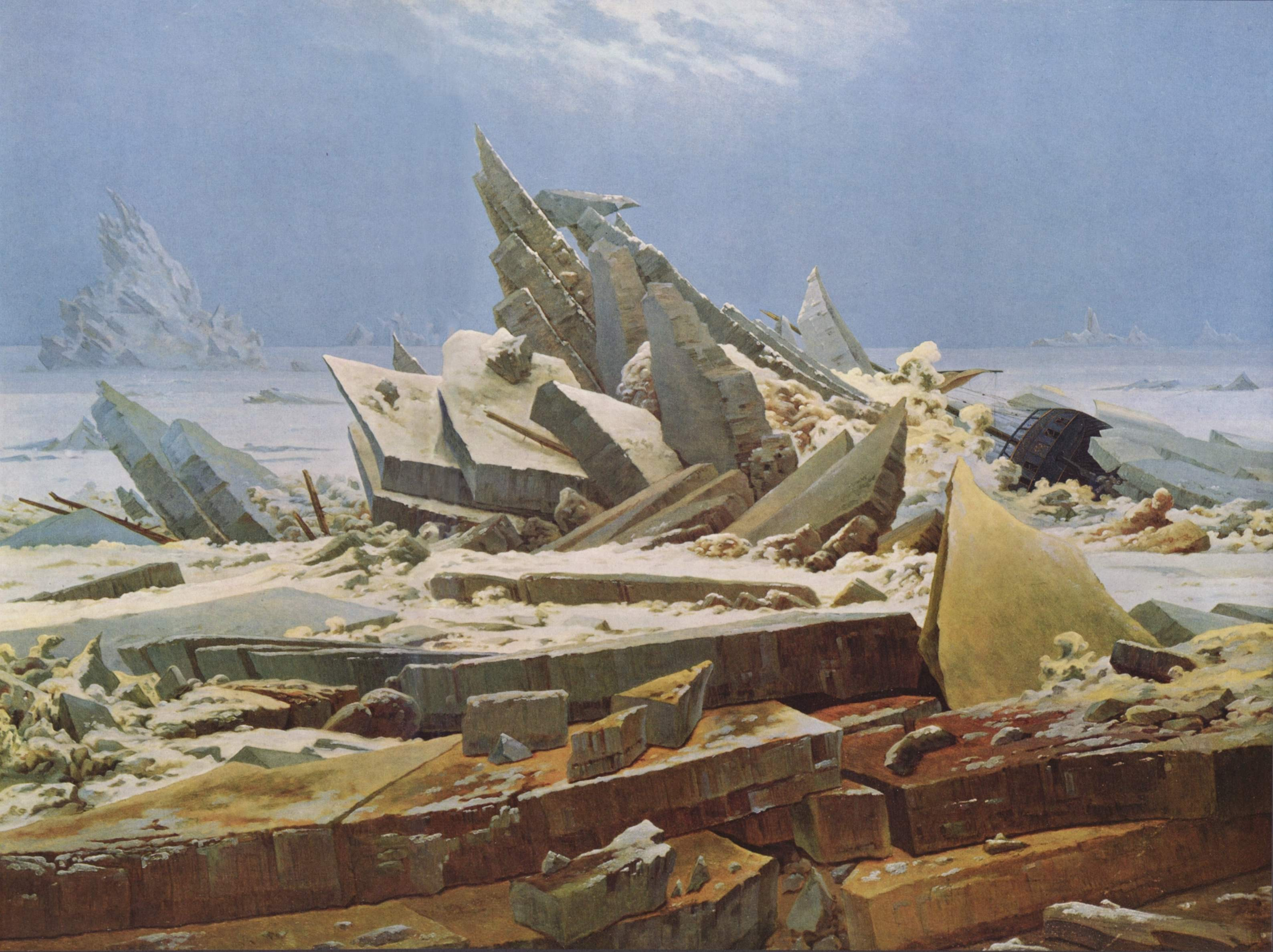
『氷の海』 カスパー・ダーヴィト・フリードリヒ
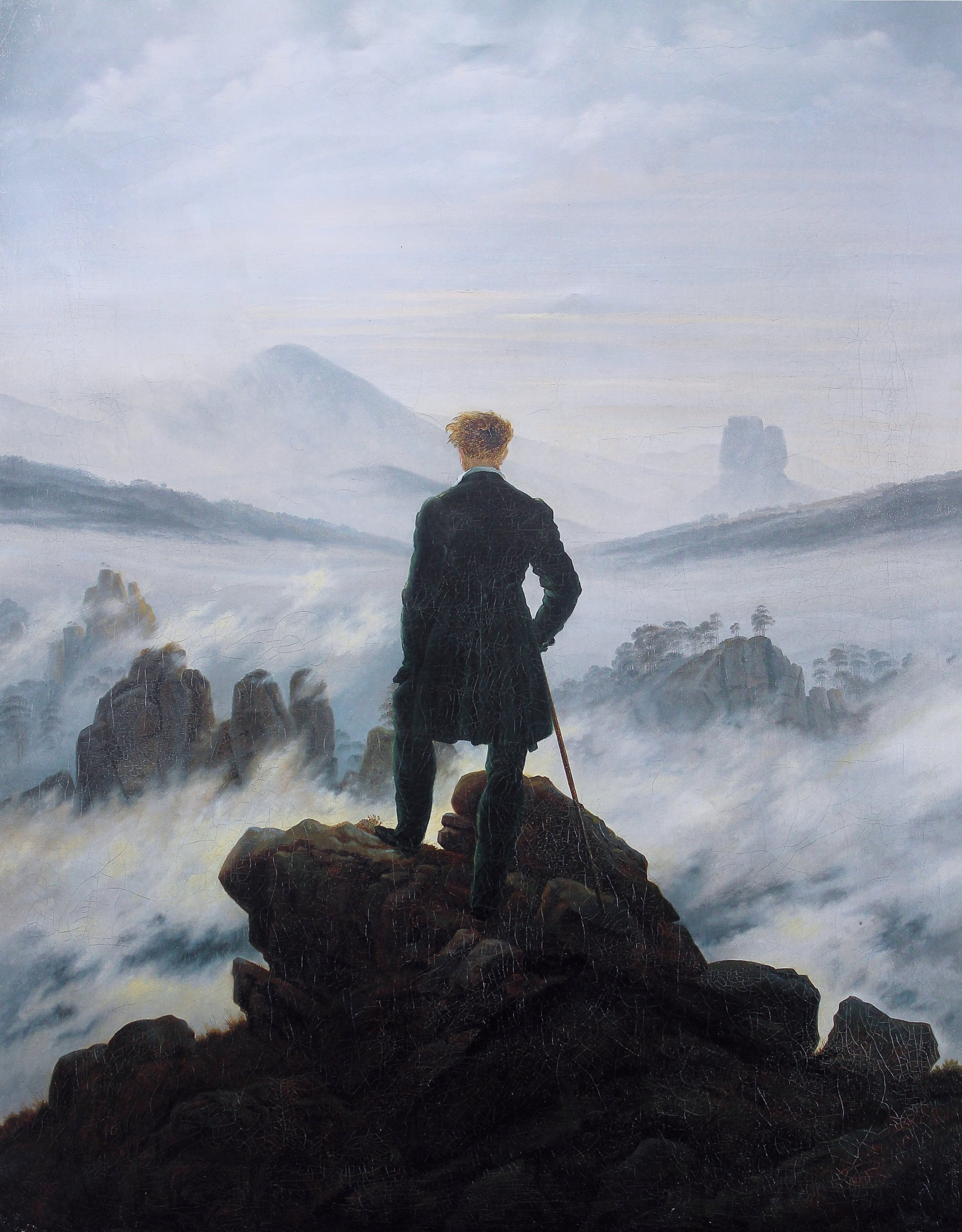
『雲海の上の旅人』 カスパー・ダーヴィト・フリードリヒ
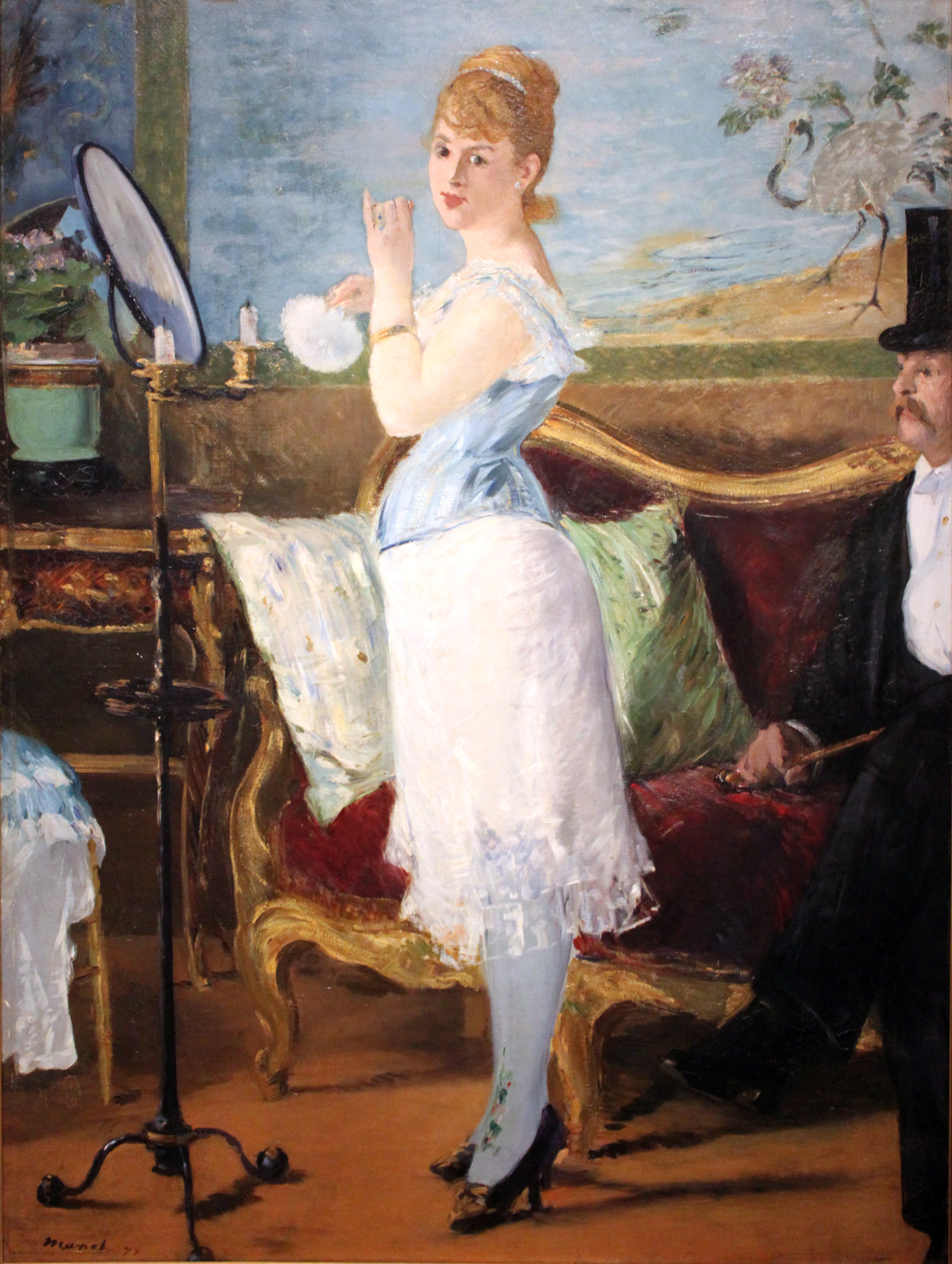
『ナナ（英語版）』 エドゥアール・マネ
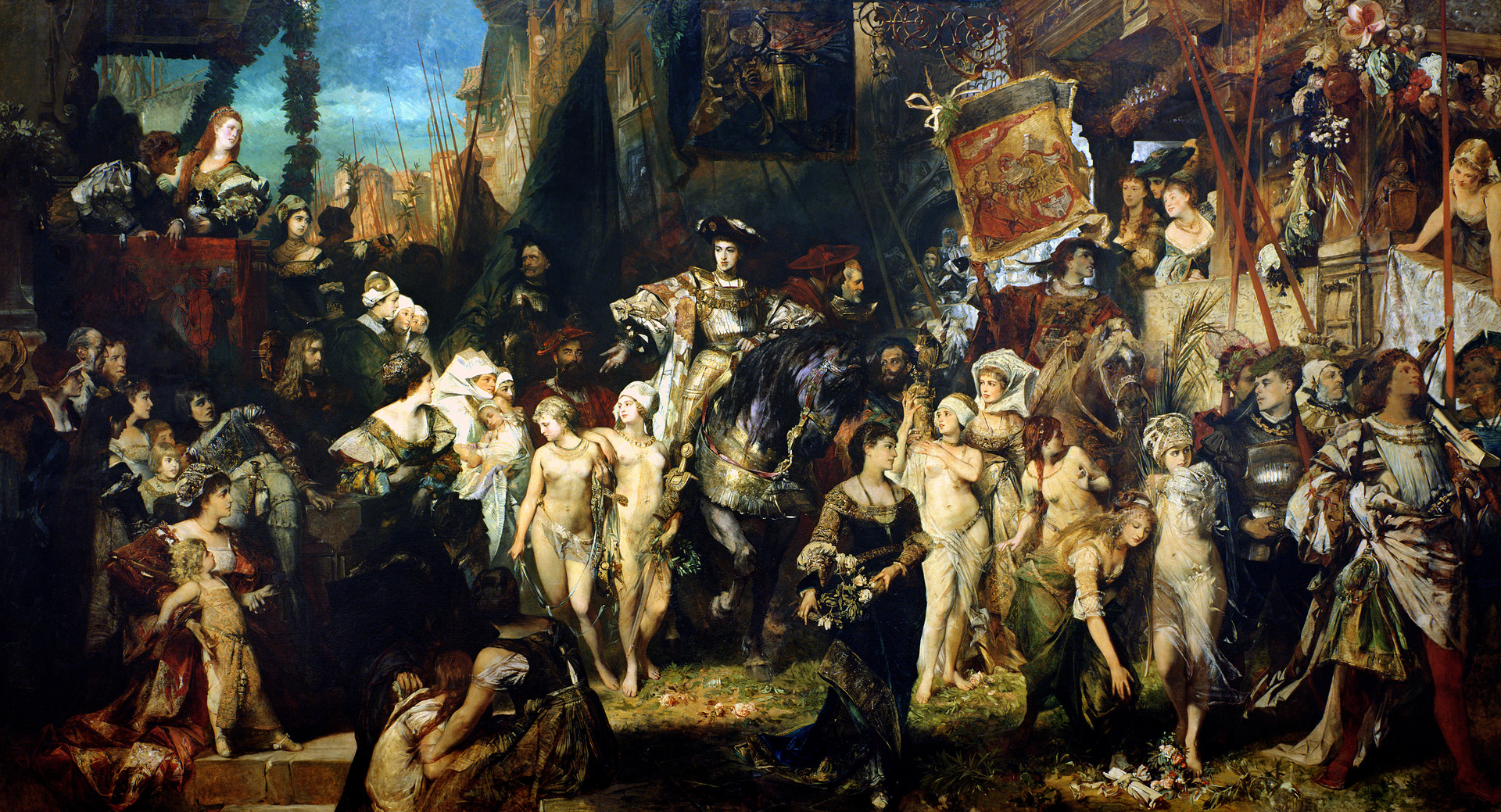
『カール5世のアントワープ入城』 ハンス・マカルト
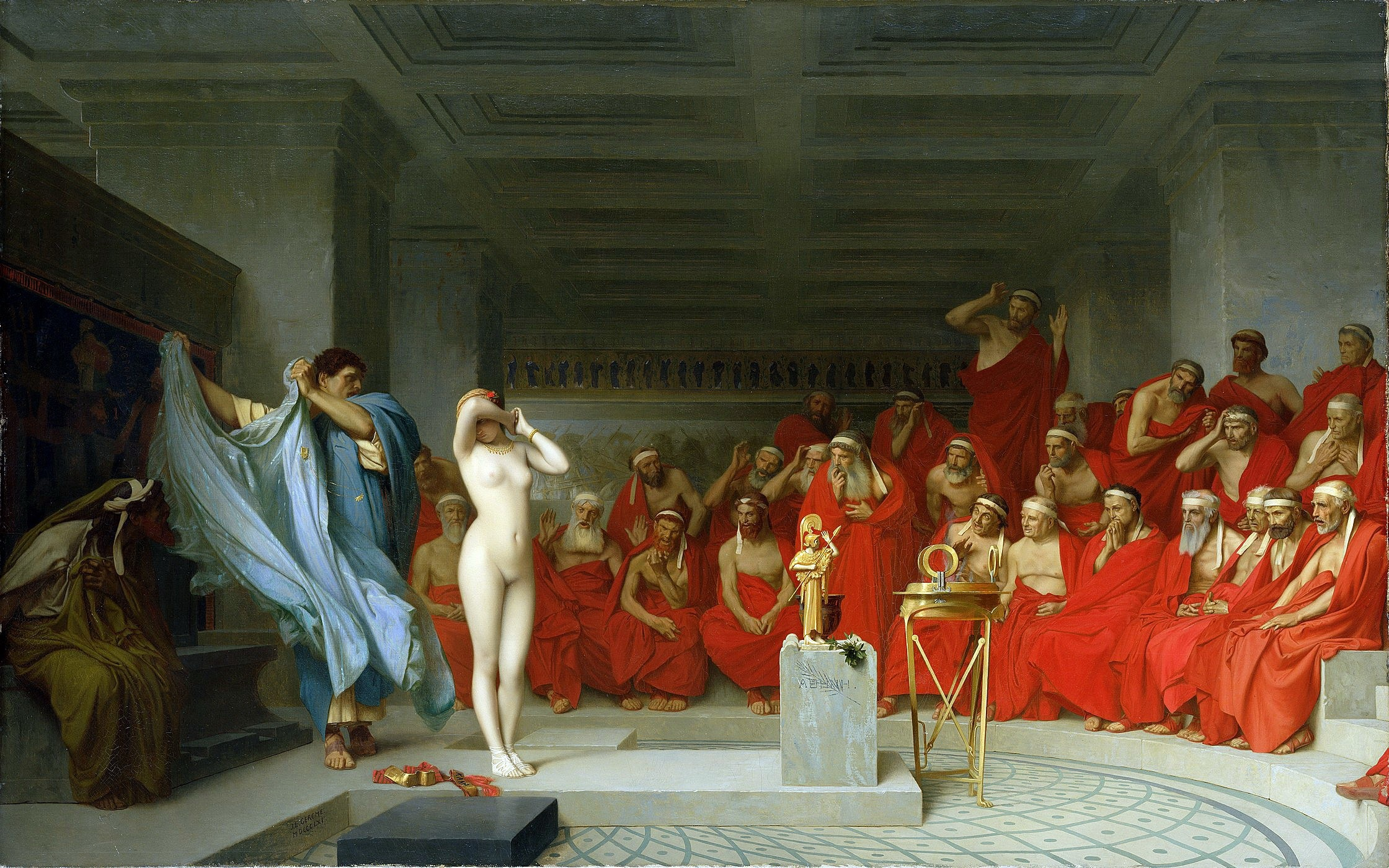
『アレオパゴス会議のフリュネ』 ジャン＝レオン・ジェローム
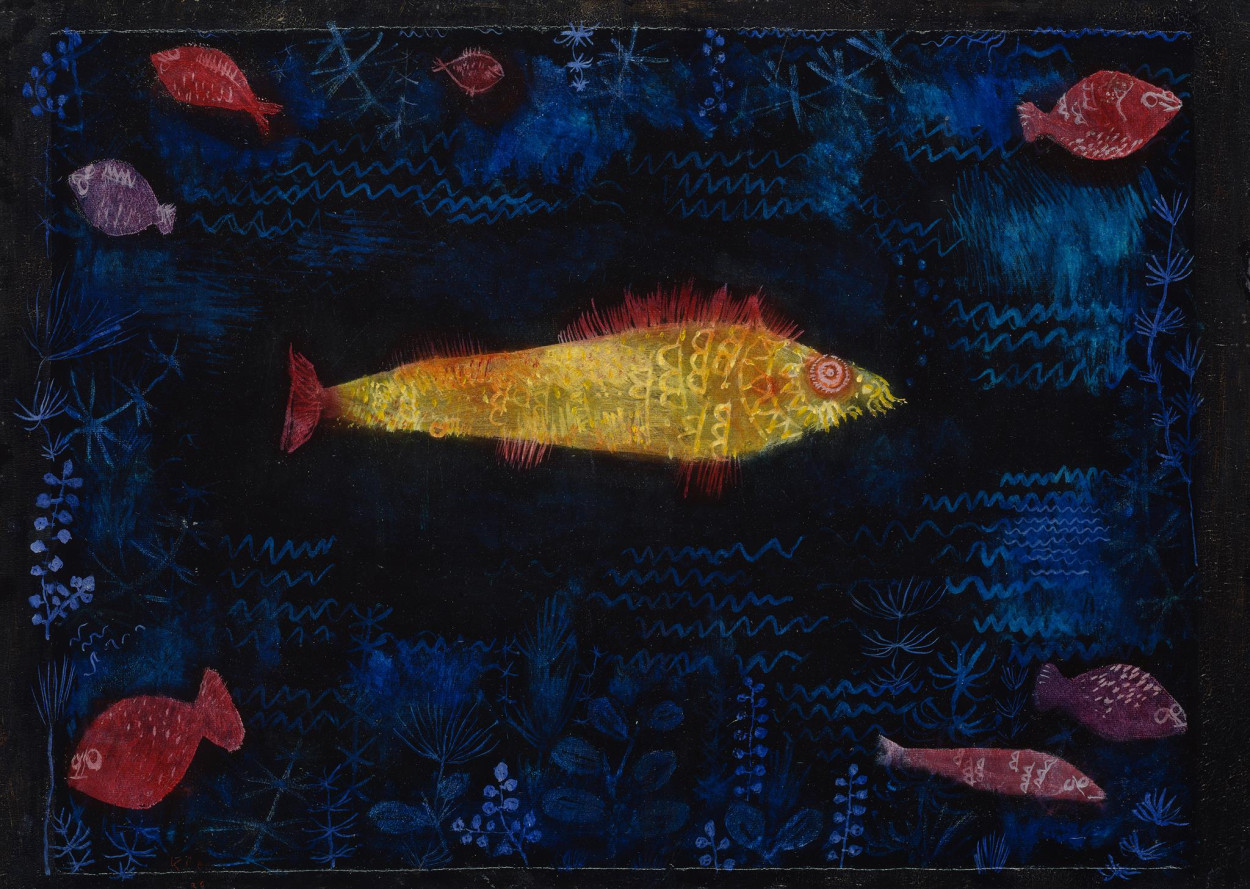
『黄金の魚』 パウル・クレー
『朝（ドイツ語版）』 フィリップ・オットー・ルンゲ
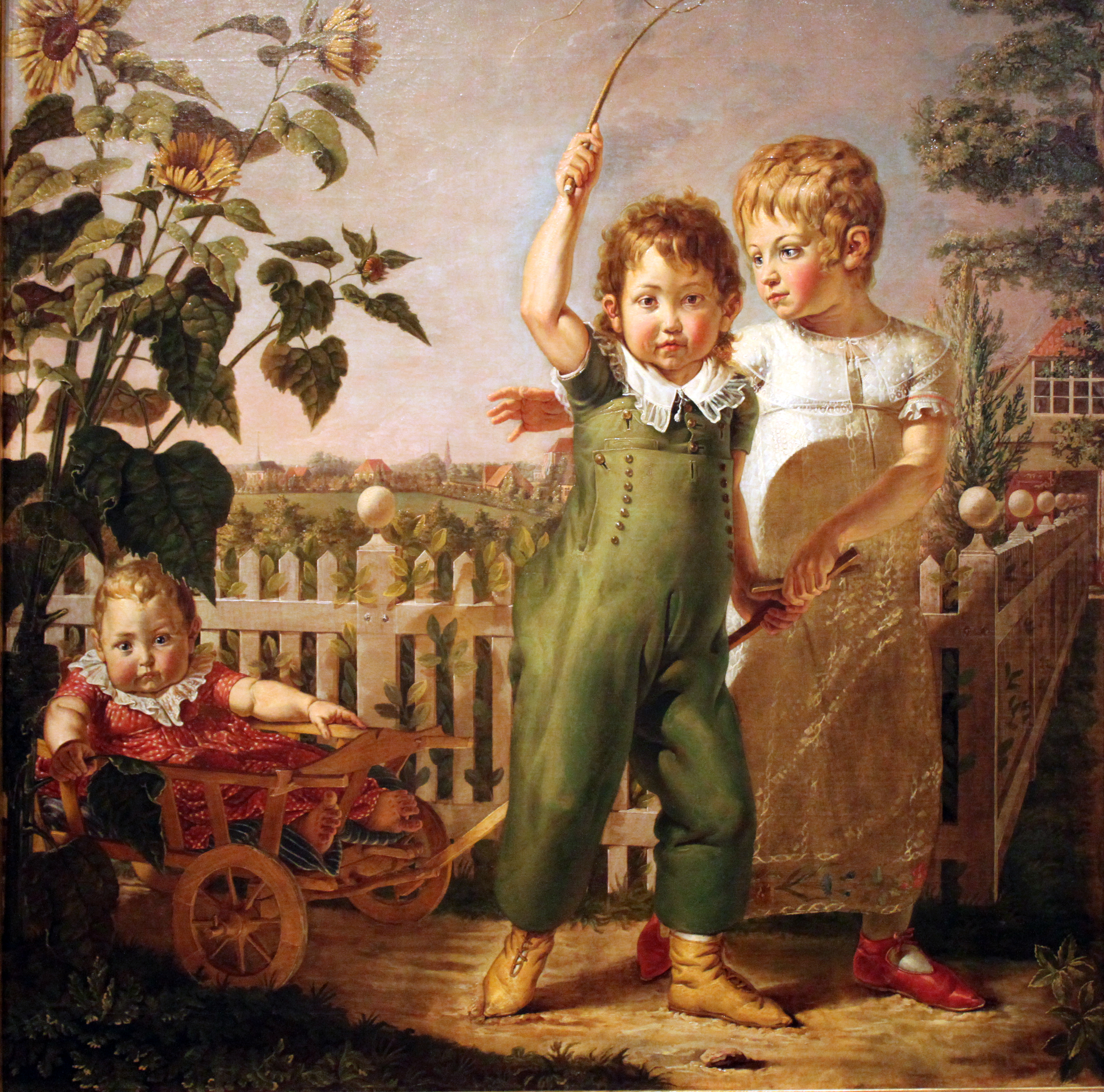
『Die Hülsenbeckschen Kinder』 フィリップ・オットー・ルンゲ
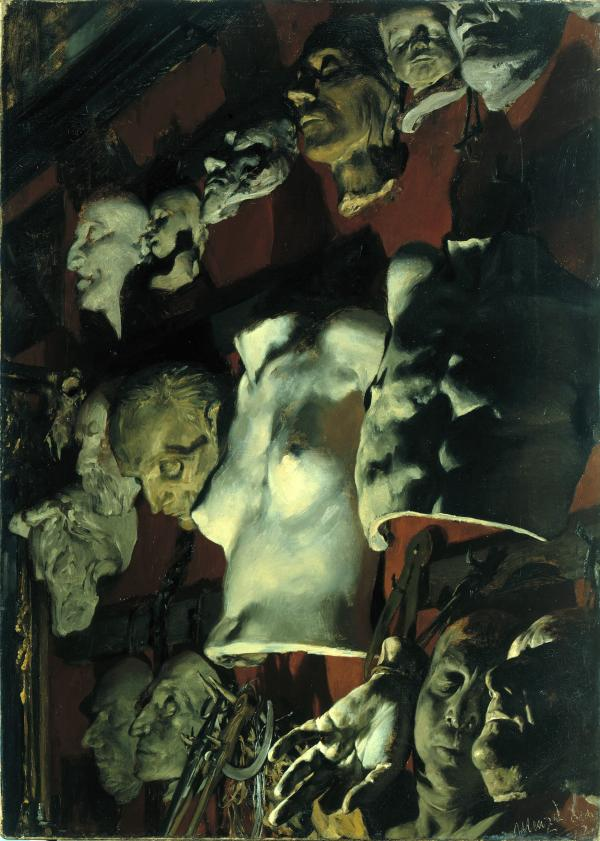
『アトリエの壁（ドイツ語版）』 アドルフ・フォン・メンツェル
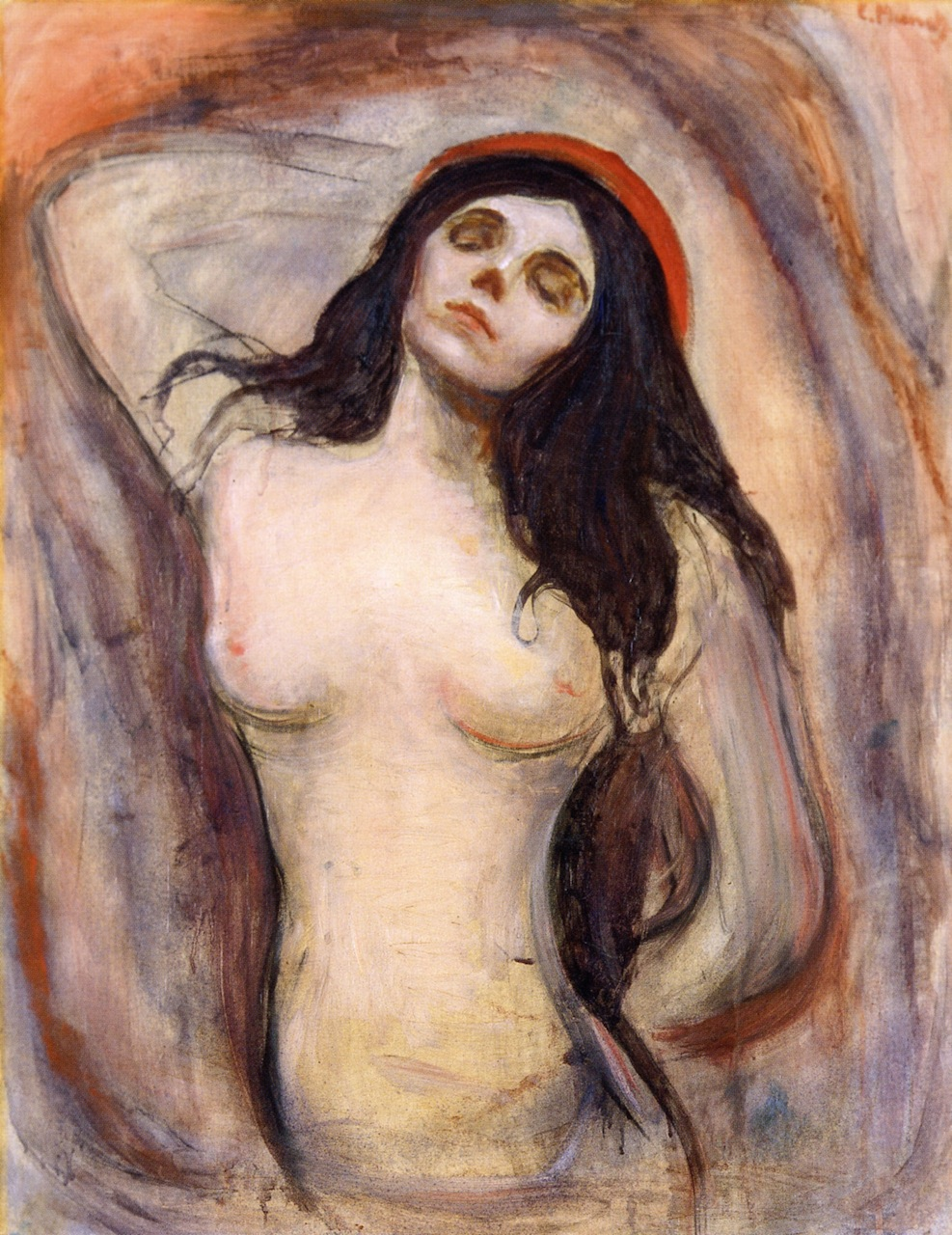
『マドンナ』 エドヴァルド・ムンク
『テレジナ』 アニタ・レー